# لوئی دوم، شاهزاده موناکو
لوئی دوم، شاهزاده موناکو (انگلیسی: Louis II, Prince of Monaco; ۱۲ ژوئیهٔ ۱۸۷۰ – ۹ مهٔ ۱۹۴۹) پرسنل نظامی اهل موناکو بود. او از اعضای خاندان سلطنتی گریمالدی بود.
او بین سالهای ۱۹۲۲ تا ۱۹۴۹ حاکم موناکو، شاهزاده‌نشین کوچکی در میان ایتالیا و فرانسه بود. لوئی دوم در ۹ مه ۱۹۴۹ میلادی در سن ۷۸ سالگی درگذشت و رینیه سوم جانشین وی شد.